# Sbor dobrovolných hasičů Ludvíkov pod Smrkem

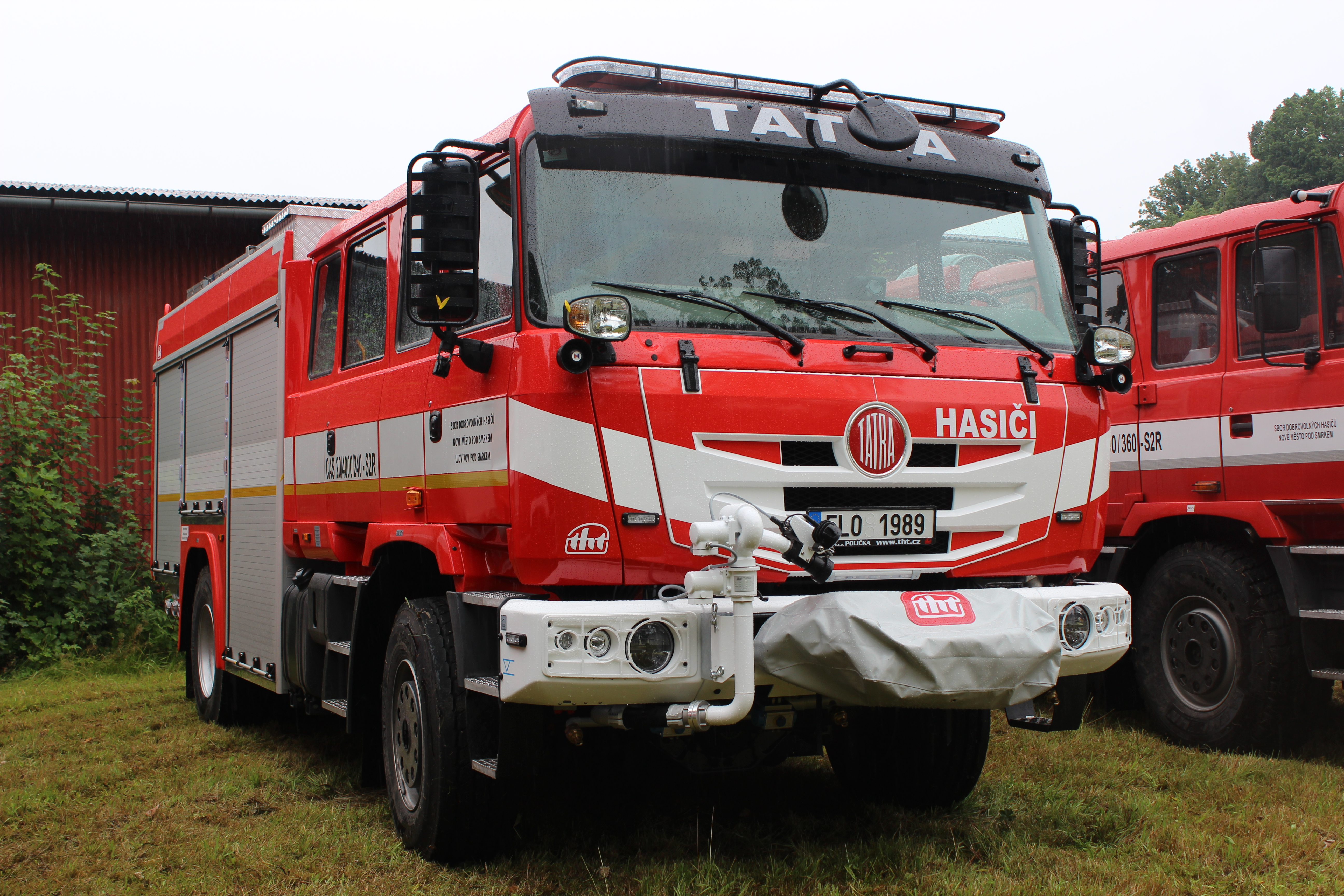
Automobil dobrovolných hasičů z Ludvíkova pod Smrkem

Sbor dobrovolných hasičů Ludvíkov pod Smrkem je organizace zajišťující požární ochranu, a to jak přímo v Ludvíkově, tak rovněž v jeho okolí. Pomáhali kupříkladu u Boleslavi při hašení tamní nelegální skládky odpadu z Německa nebo byli nápomocni při dopravních nehodách či se účastnili odklízení spadaných větví po intenzivních poryvech větru.

## Historie
Uskupení vzniklo roku 1883. Pro uskladnění části svých materiálů i vlastního archivu využívali prostory místní hospody, která ovšem roku 1936 vyhořela a při neštěstí hasiči přišli o písemnosti z počátků svého působení. Až do konce druhé světové války tvořili sbor zčásti místní sudetští Němci.
Na počátku 21. století (k roku 2009) čítal sbor úhrnem osmdesát členů, z nichž čtrnáct tvořilo jednotku, která v případně potřeby vyrážela na pomoc k zásahům. V tu dobu mívali hasiči průměrně asi dvacet zásahů za rok. Vedle této činnosti pořádají pro místní rovněž zábavy jako je pálení čarodějnic nebo Hasičský ples a v lednu 2009 sehráli ve Frýdlantě utkání v ledním hokeji proti výběru dobrovolných hasičů z Nového Města pod Smrkem.
Pro zlepšení komfortu návštěvníků společenských akcí, které hasiči pořádají, plánovali zbudovat zimní zahradu. Na záměr vybrali finanční prostředky a oslovili společnost Esmero, které za výstavbu zaplatili. Firma ale nic nepostavila a navíc přestala s ludvíkovskými dobrovolnými hasiči komunikovat. Protože se hasiči plánu na vybudování zimní zahrady nechtěli vzdát, založili na začátku roku 2024 na platformě Donio veřejnou sbírku, pomocí níž se snaží prostředky opětovně získat.

## Technika
K roku 2009 disponovali ludvíkovští dobrovolní hasiči cisternou vyrobenou v roce 1969 a vozidlem značky Avia starém přibližně dvacet let. Dne 22. července 2023 získali hasiči prvně ve své historii úplně nový automobil, a sice cisternovou stříkačku Tatra Terra postavenou společností THT Polička. Finančně na ni přispěl Liberecký kraj a Česká kancelář pojistitelů ze svého Fondu zábrany škod.